# Guijo de Granadilla
Guijo de Granadilla ist ein westspanisches Dorf und eine Gemeinde (municipio) mit 487 Einwohnern (Stand: 2024) in der Provinz Cáceres im Norden der autonomen Region Extremadura. Neben dem Hauptort Guijo de Granadilla gehört die Ortschaft Pantano de Gabriel y Galán (auch: Poblado de Gabriel y Galán) zur Gemeinde.

## Lage und Klima
Guijo de Granadilla liegt in einem Teil des Iberischen Gebirges, in einer Höhe von ca. 390 m am Alagón, der hier zum Stausee von Guijo de Granadilla auf gestaut wird. Die Entfernung nach Cáceres beträgt etwa 110 km (Fahrtstrecke) in südsüdwestlicher Richtung. Durch die Gemeinde führt die Autovía A-66 nach Salamanca. Das Klima ist gemäßigt; Regen (897 mm/Jahr) fällt hauptsächlich im Winterhalbjahr.

## Bevölkerungsentwicklung
| Jahr      | 1970 | 1981 | 1991 | 2001 | 2011 | 2021 |
| Einwohner | 1258 | 1095 | 824  | 698  | 601  | 515  |

## Sehenswürdigkeiten
- Römische Brücke und römische Siedlungsreste von Cáparra
- Andreaskirche
- Christuskapelle

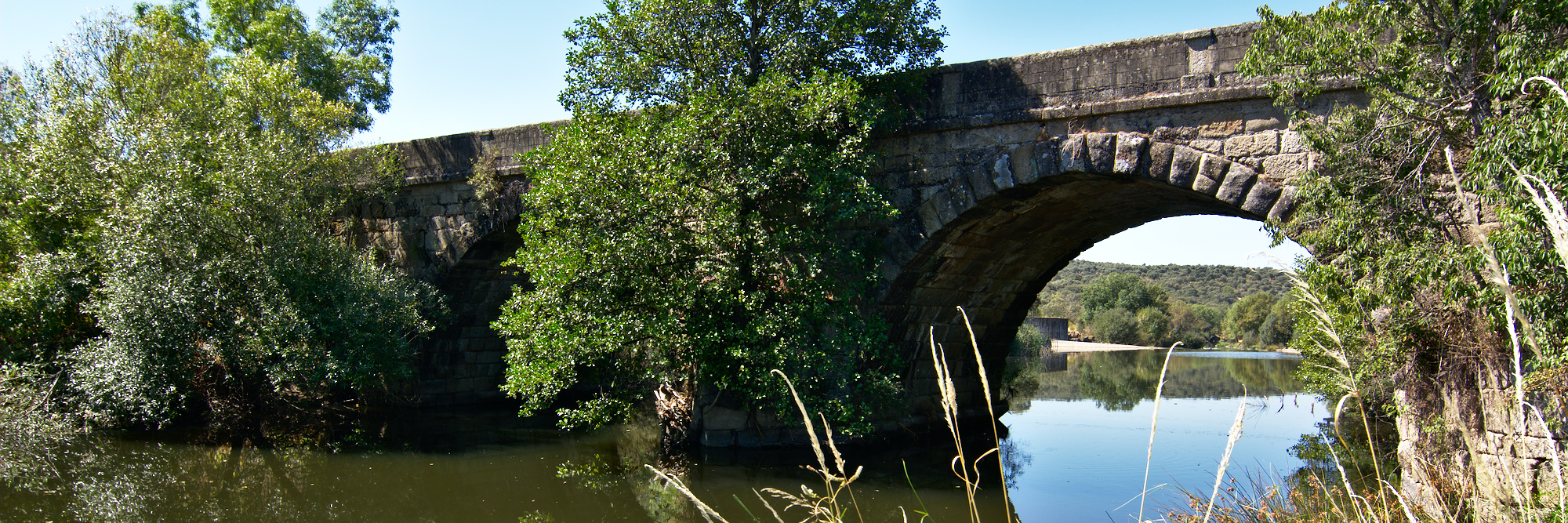
Römische Brücke